# Liste der Stolpersteine in Heeze-Leende
Die Liste der Stolpersteine in Heeze-Leende umfasst die Stolpersteine, die in Heeze-Leende verlegt wurden, einer Gemeinde in der niederländischen Provinz Noord-Brabant. Stolpersteine sind ein Projekt des deutschen Künstlers Gunter Demnig. Sie sind Opfern des Nationalsozialismus gewidmet, all jenen, die vom NS-Regime drangsaliert, deportiert, ermordet, in die Emigration oder in den Suizid getrieben wurden. Demnig verlegt für jedes Opfer einen eigenen Stein, im Regelfall vor dem letzten selbst gewählten Wohnsitz.
Die erste und bisher einzige Verlegung in dieser Gemeinde fand am 25. September 2021 statt.

## Verlegte Stolpersteine
In Heeze-Leende liegen vier Stolpersteine an zwei Adressen.
| Stolperstein | Übersetzung | Verlegort                            | Name, Leben                                                       |
| ------------ | --- | ------------------------------------ | ----------------------------------------------------------------- |
|              | HIER WOHNTE ANTOON VAN LIEROP GEB. 1923 VERHAFTET 20.6.1944 DEPORTIERT 1944 NEUENGAMME UMGEKOMMEN 6.4.1945 BAD SASSENDORF | Emmerikstraat 47 (oder Nr. 39) Heeze | Antoon van Lierop (1923–1945)                                     |
|              | HIER WOHNTE HENK VAN ROSSUM GEB. 1921 VERHAFTET 17.6.1944 UMGEKOMMEN 31.5.1945 BERGEN-BELSEN                              | Peelven 9 Sterksel                   | Hendrik van Rossum (1921–1945)                                    |
|              | HIER WOHNTE THEO SERRARIS GEB. 1908 VERHAFTET 6.7.1944 ERMORDET 10.3.1945 BERGEN-BELSEN                                   | Kapelstraat 51 Heeze                 | Theodore Willem Serraris (1908–1945) war Bürgermeister von Heeze. |
|              | HIER WOHNTE HENRICUS WEIJERS GEB. 1922 VERHAFTET 16.5.1944 ERMORDET 30.1.1945 NEUENGAMME                                  | Boschhoven 25 Leende                 | Henricus Josephus Weijers (1922–1945)                             |

## Verlegedatum
- 25. September 2021[6]